# Harbin Z-5
El Harbin Z-5 (Zhishengji-5, helicóptero-5) es una variante china del helicóptero soviético de motor de pistón Mil Mi-4. Antes de su retirada del servicio, fue producido en Harbin, China.

## Diseño y desarrollo
La URSS proporcionó planos del Mi-4 a China justo unos pocos años antes de la ruptura sino-soviética de 1958. El primer vuelo se realizó en 1958 y la producción en masa comenzó a mitad de los años 60. China ha producido una serie de variantes únicas de este modelo, y el Z-5 fue empleado por el PLA, la PLAAF y la PLANAF en grandes cantidades, así como por las fuerzas de reserva. Se construyó un total de 558 Z-5. Unos pocos ejemplares fueron modificados para llevar contenedores de ametralladoras y cohetes.
Durante el acercamiento sino-occidental, un Z-5 fue reequipado con un motor turboeje Pratt & Whitney Canada PT6T-6 "Twin Pac" en 1979. Algunas fuentes lo denominan Z-6, pero esta variante fue abandonada después de su primer modelo.

## Variantes

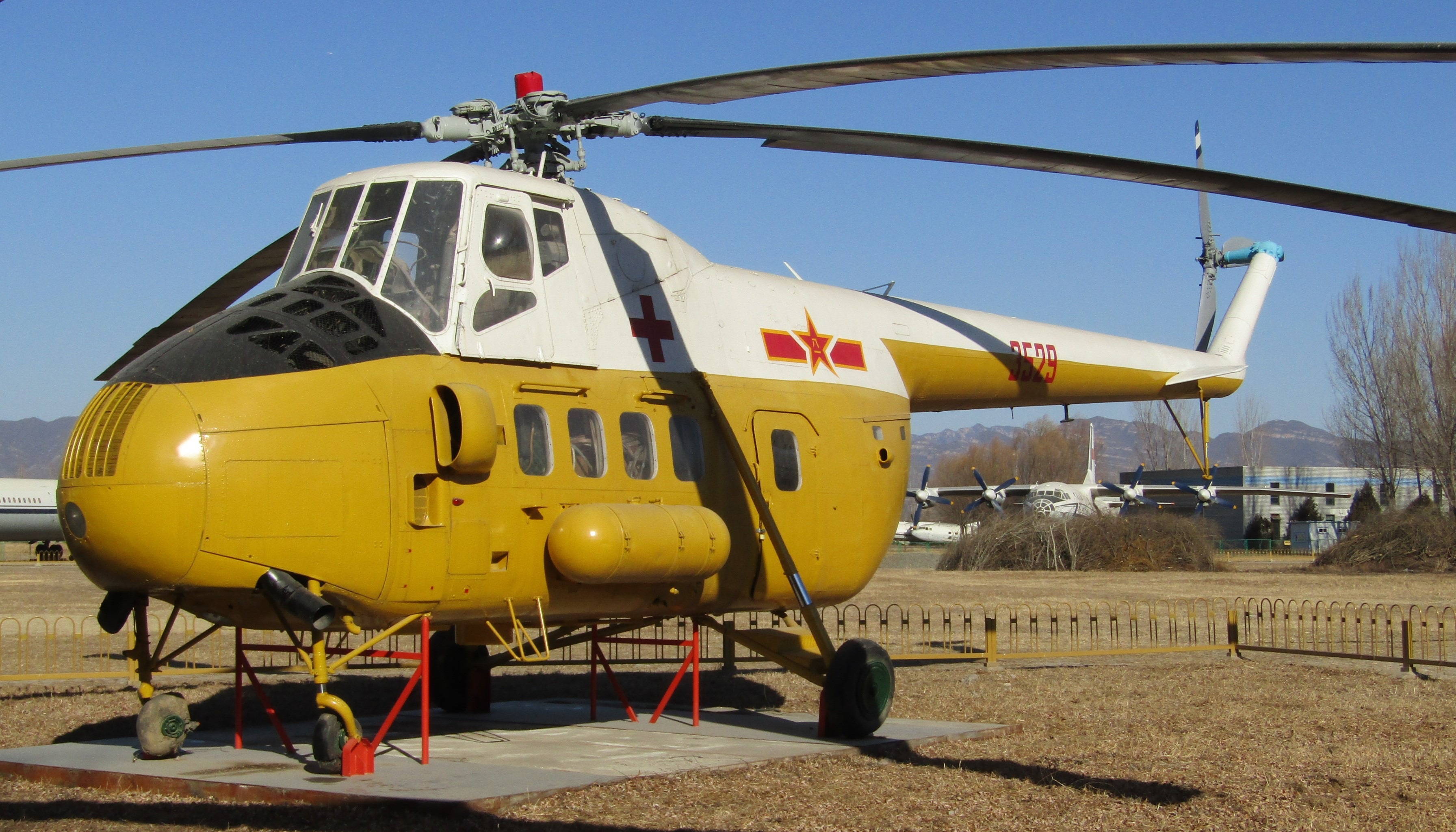
Harbin Z-5 en el Museo de Aviación Chino, Beijing.

Z-5
Helicóptero militar de transporte.
Z-5 (helicóptero de asalto)
Algunos Z-5 fueron convertidos para llevar contenedores de cohetes en soportes, junto con una góndola con una ametralladora de fuego frontal operada por el ingeniero de vuelo.
Z-5 Xuanfeng
Helicóptero civil de transporte.
Z-5 (transporte VIP)
Versiones VIP distinguibles por ventanas rectangulares más grandes en la cabina.
Z-5 (agrícola)
Algunos Z-5 fueron equipados con tolvas químicas y/o mecanismos de dispersión para su uso en tareas agrícolas o de protección forestal.
Z-5 (SAR)
Se conoce que trece Z-5 fueron convertidos en helicópteros SAR con un montacargas y depósitos de combustible externos.
Harbin/CHDRI Z-6
Variante turboeje del Z-5, once aeronaves construidas.

## Operadores

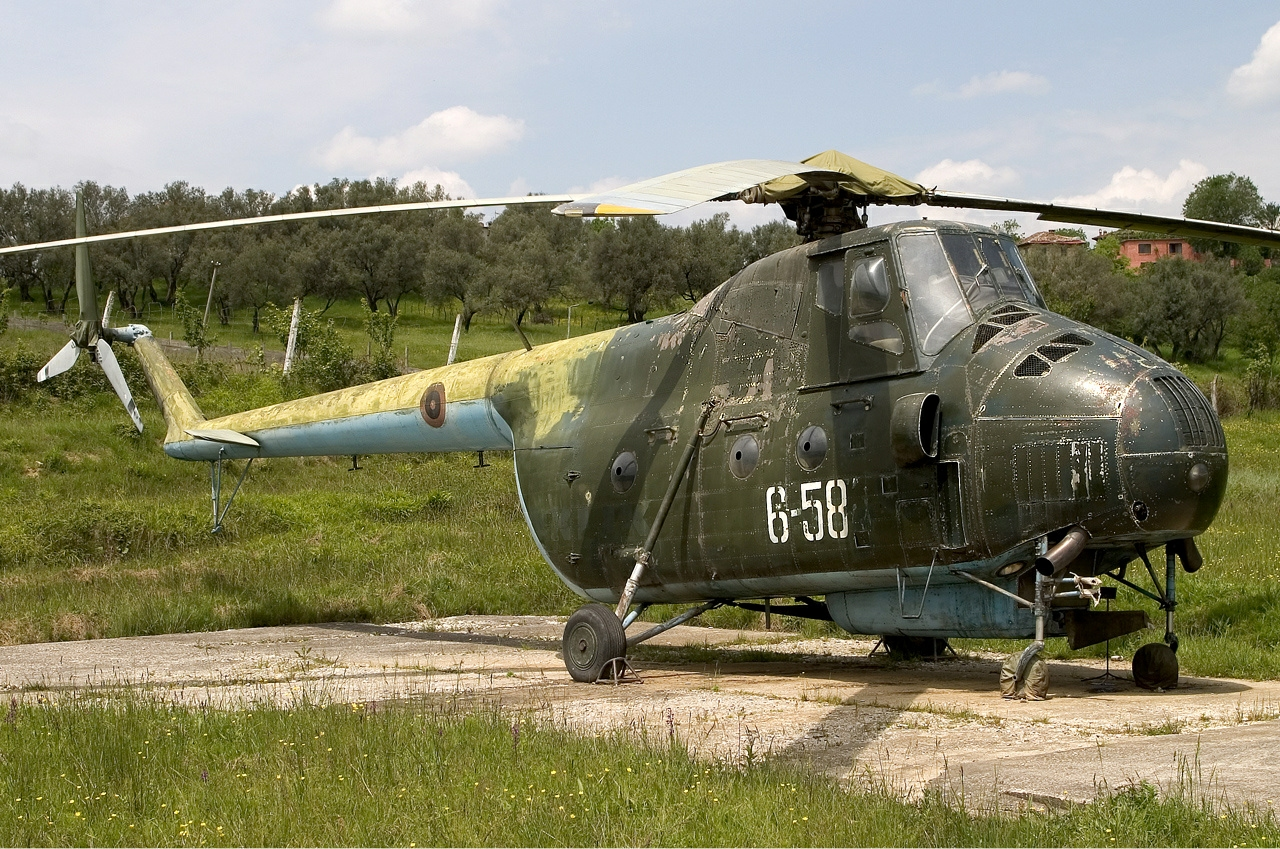
Z-5 de la Fuerza Aérea Albanesa.

Albania
- Fuerza Aérea Albanesa:[3][4] 40 ejemplares, todos retirados.

 China
- Fuerza Aérea del Ejército Popular de Liberación[5]
- Fuerzas Terrestres del Ejército Popular de Liberación[6]
- Armada del Ejército Popular de Liberación[7]

 Corea del Norte
- Fuerza Aérea del Ejército Popular Coreano[8]

 Khmer Rouge
- Ejército Nacional de Camboya Democrática:[9] estado desconocido desde los años 90.

## Especificaciones (Z-5)
Referencia datos: Chinese Aircraft

### Características generales
- Tripulación: Tres
- Carga: 1200 kg (2646 lb) normal, 1550 kg (3417 lb) máximo interno, 1300 kg (2866 lb) máximo en gancho
- Longitud: 25 m (82,1 ft)
- Diámetro rotor principal: 21 m (68,9 ft)
- Altura: 4,4 m (14,4 ft)
- Peso máximo al despegue: 7600 kg (16 750,4 lb)
- Planta motriz: 1× motor radial de 14 cilindros en dos filas refrigerado por aire Dongan HS-7.
  - Potencia: 1250 kW (1723 HP; 1700 CV)

### Rendimiento
- Velocidad máxima operativa (Vno): 210 km/h (130 MPH; 113 kt)
- Alcance en ferry: 780 km con depósitos de combustible externos

## Aeronaves relacionadas

### Desarrollos relacionados
- Mil Mi-4
- Harbin/CHDRI Z-6

### Aeronaves similares
- Sikorsky H-19 Chickasaw
- Sikorsky H-34
- Westland Wessex

### Secuencias de designación
- Secuencia Z-_ (Helicópteros del PLA): Z-5 - Z-6 - Z-8 - Z-9 →